# Servosistema
El servosistema (de servo- + sistema) o servomecanismo es un sistema cuyo funcionamiento está regido por las desviaciones entre su comportamiento efectivo o instantáneo y su comportamiento prescrito. Estos sistemas, tanto si son de una como de varias variables, pueden ser cerrados o de anillo y de reacción o de retroacción.
Se puede hablar de servosistema (servomecanismos) y de sistema regulado (reguladores). Como ejemplos de servomecanismos de una sola variable pueden citarse el potenciómetro registrador, cuyo problema consiste en conseguir que los desplazamientos de una pluma registradora sean proporcionales a las variaciones de una tensión eléctrica continua a registrar. Otro ejemplo es el amplificador hidráulico de pistón libre y el regulador eléctrico de velocidad; en estos casos la alimentación del servosistema es por una fuente exterior de energía y se llaman servomecanismos de acción indirecta.  
Aquellos a los que el propio sistema proporciona la fuente de energía (Por ejemplo, la válvula de seguridad, el presóstato y el freno de gramófono) son llamados de acción directa. Como ejemplos de servomecanismos de varias variables se pueden citar el regulador de un grupo electrógeno, la regulación de un motor de aviación, el reproductor electrónico llamado duplicatrón empleado en máquinas-herramientas, etc.
Otra clasificación de los servosistemas distingue los de tipo analógico, como los descritos hasta ahora en el sentido de que su funcionamiento está regido por las variaciones de magnitud físicas, tensiones eléctricas, desplazamientos mecánicos, etc., los de mando numérico, cuya naturaleza está determinada por la manera mediante la cual el programa de trabajo se traduce en órdenes que el equipo deberá  ejecutar y la manera mediante la cual la magnitud o magnitudes resultantes de la ejecución de las órdenes son medidas a fin de ser comparadas con las mismas. 
Los servosistemas se pueden clasificar en lineales y no lineales los primeros son aquellos cuyo comportamiento dinámico está descrito por sistemas de ecuaciones diferenciales lineales de coeficiente constantes o por ciertas clases de ecuaciones con derivadas principalmente lineales. (No hay que confundir la linealidad  con la continuidad; por ejemplo, un órgano de medida de características parabólicas constituye un elemento de funcionamiento continuo, pero no lineal, ya que no posee la propiedad lineal de superposición de causas que actúe sobre él simultaneámente, no se obtiene superponiendo los efectos de cada una de estas actuando aisladamente. 
Para el estudio de los servosistemas se recurre a un método fundado en el estudio de los sistemas lineales en régimen permanente sinusoidal. Constituye el verdadero régimen clásico de estos sistemas puesto que la sinuoide es la única función cuya forma no modifica un sistema lineal.